# GRPR
GRPR (англ. Gastrin releasing peptide receptor) – білок, який кодується однойменним геном, розташованим у людей на X-хромосомі. Довжина поліпептидного ланцюга білка становить 384 амінокислот, а молекулярна маса — 43 199.
| 10         |  | 20         |  | 30         |  | 40         |  | 50         |
| ---------- |  | ---------- |  | ---------- |  | ---------- |  | ---------- |
| MALNDCFLLN |  | LEVDHFMHCN |  | ISSHSADLPV |  | NDDWSHPGIL |  | YVIPAVYGVI |
| ILIGLIGNIT |  | LIKIFCTVKS |  | MRNVPNLFIS |  | SLALGDLLLL |  | ITCAPVDASR |
| YLADRWLFGR |  | IGCKLIPFIQ |  | LTSVGVSVFT |  | LTALSADRYK |  | AIVRPMDIQA |
| SHALMKICLK |  | AAFIWIISML |  | LAIPEAVFSD |  | LHPFHEESTN |  | QTFISCAPYP |
| HSNELHPKIH |  | SMASFLVFYV |  | IPLSIISVYY |  | YFIAKNLIQS |  | AYNLPVEGNI |
| HVKKQIESRK |  | RLAKTVLVFV |  | GLFAFCWLPN |  | HVIYLYRSYH |  | YSEVDTSMLH |
| FVTSICARLL |  | AFTNSCVNPF |  | ALYLLSKSFR |  | KQFNTQLLCC |  | QPGLIIRSHS |
| TGRSTTCMTS |  | LKSTNPSVAT |  | FSLINGNICH |  | ERYV       |  |            |

A: Аланін

C: Цистеїн

D: Аспарагінова кислота

E: Глутамінова кислота

F: Фенілаланін

G: Гліцин

H: Гістидин

I: Ізолейцин

K: Лізин

L: Лейцин

M: Метіонін

N: Аспарагін

P: Пролін

Q: Глутамін

R: Аргінін

S: Серин

T: Треонін

V: Валін

W: Триптофан

Кодований геном білок за функціями належить до рецепторів, g-білокспряжених рецепторів, білків внутрішньоклітинного сигналінгу. 
Локалізований у клітинній мембрані, мембрані.